# Micraegialia pusilla
Micraegialia pusilla is een keversoort uit de familie bladsprietkevers (Scarabaeidae). De wetenschappelijke naam van de soort is voor het eerst geldig gepubliceerd in 1887 door Horn.